# 方腺景天
方腺景天（学名：Sedum susannae）为景天科景天属的植物。分布在中国大陆的四川等地，生长于海拔2,100米至3,800米的地区，常生于山坡岩石裸露处和石墙上。

## 异名
- Sedum susannae Hamet var. macrosepalum K. T. Fu
- Sedum susannae Hamet var. subgaleatum (K. T. Fu) K. T. Fu

## 变种
大萼方腺景天（学名：Sedum susannae var. macrosepalum）为景天科景天属方腺景天的变种。分布于中国大陆的四川等地，生长于海拔3,200米至3,470米的地区，多生长于山谷石墙上。